# MAP3K14
MAP3K14 (Mitogenom-aktivirana protein kinaza kinaza kinaza 14, NF-kapa-B-indukujuća kinaza, NIK), je enzim koji je kod čoveka kodiran  genom.

## Funkcija
Ovaj gen kodira mitogenom-activiranu kinaza kinaza kinazu 14,  koja je serin/treonin-specifična proteinska kinaza. Ova kinaza se vezuje za TRAF2 i stimuliše NF-κB aktivnost. Ona je kritična kinaza alternativnog NF-κB aktivacionog puta. Njena sekvenca je slična sa nekoliko drugih MAPKK kinaza. Ona učestvuje u NF-κB-indukovanoj signalnoj kaskadi koja je zajednička za receptore /) familije i za interleukinski-1 tip-I receptor.

## Interakcije
Za MAP3K14 je pokazano da interaguje sa TRAF2,  i CHUK.

## Literatura
- Régnier CH; Song HY; Gao X;  . (1997). „Identification and characterization of an IkappaB kinase.”. Cell. 90 (2): 373—83. PMID 9244310. doi:10.1016/S0092-8674(00)80344-X.
- Song HY; Régnier CH; Kirschning CJ;  . (1997). „Tumor necrosis factor (TNF)-mediated kinase cascades: bifurcation of nuclear factor-kappaB and c-jun N-terminal kinase (JNK/SAPK) pathways at TNF receptor-associated factor 2.”. Proc. Natl. Acad. Sci. U.S.A. 94 (18): 9792—6. PMC 23270 . PMID 9275204. doi:10.1073/pnas.94.18.9792.
- Woronicz JD; Gao X; Cao Z;  . (1997). „IkappaB kinase-beta: NF-kappaB activation and complex formation with IkappaB kinase-alpha and NIK.”. Science. 278 (5339): 866—9. PMID 9346485. doi:10.1126/science.278.5339.866.
- Ling L, Cao Z, Goeddel DV (1998). „NF-kappaB-inducing kinase activates IKK-alpha by phosphorylation of Ser-176.”. Proc. Natl. Acad. Sci. U.S.A. 95 (7): 3792—7. PMC 19916 . PMID 9520446. doi:10.1073/pnas.95.7.3792.
- Lee FS, Peters RT, Dang LC, Maniatis T (1998). „MEKK1 activates both IkappaB kinase alpha and IkappaB kinase beta.”. Proc. Natl. Acad. Sci. U.S.A. 95 (16): 9319—24. PMC 21336 . PMID 9689078. doi:10.1073/pnas.95.16.9319.
- Lin X; Mu Y; Cunningham ET;  . (1998). „Molecular determinants of NF-kappaB-inducing kinase action.”. Mol. Cell. Biol. 18 (10): 5899—907. PMC 109176 . PMID 9742107.
- Cohen L, Henzel WJ, Baeuerle PA (1998). „IKAP is a scaffold protein of the IkappaB kinase complex.”. Nature. 395 (6699): 292—6. PMID 9751059. doi:10.1038/26254.
- Aronsson FC; Magnusson P; Andersson B;  . (1998). „The NIK protein kinase and C17orf1 genes: chromosomal mapping, gene structures and mutational screening in frontotemporal dementia and parkinsonism linked to chromosome 17.”. Hum. Genet. 103 (3): 340—5. PMID 9799091. doi:10.1007/s004390050827.
- Nemoto S, DiDonato JA, Lin A (1998). „Coordinate regulation of IkappaB kinases by mitogen-activated protein kinase kinase kinase 1 and NF-kappaB-inducing kinase.”. Mol. Cell. Biol. 18 (12): 7336—43. PMC 109315 . PMID 9819420.
- Li Y; Kang J; Friedman J;  . (1999). „Identification of a cell protein (FIP-3) as a modulator of NF-kappaB activity and as a target of an adenovirus inhibitor of tumor necrosis factor alpha-induced apoptosis.”. Proc. Natl. Acad. Sci. U.S.A. 96 (3): 1042—7. PMC 15347 . PMID 9927690. doi:10.1073/pnas.96.3.1042.
- Lallena MJ; Diaz-Meco MT; Bren G;  . (1999). „Activation of IkappaB kinase beta by protein kinase C isoforms.”. Mol. Cell. Biol. 19 (3): 2180—8. PMC 84010 . PMID 10022904.
- Lin X; Cunningham ET; Mu Y;  . (1999). „The proto-oncogene Cot kinase participates in CD3/CD28 induction of NF-kappaB acting through the NF-kappaB-inducing kinase and IkappaB kinases.”. Immunity. 10 (2): 271—80. PMID 10072079. doi:10.1016/S1074-7613(00)80027-8.
- Ninomiya-Tsuji J; Kishimoto K; Hiyama A;  . (1999). „The kinase TAK1 can activate the NIK-I kappaB as well as the MAP kinase cascade in the IL-1 signalling pathway.”. Nature. 398 (6724): 252—6. PMID 10094049. doi:10.1038/18465.
- Delhase M, Hayakawa M, Chen Y, Karin M (1999). „Positive and negative regulation of IkappaB kinase activity through IKKbeta subunit phosphorylation.”. Science. 284 (5412): 309—13. PMID 10195894. doi:10.1126/science.284.5412.309.
- Hu WH, Johnson H, Shu HB (1999). „Tumor necrosis factor-related apoptosis-inducing ligand receptors signal NF-kappaB and JNK activation and apoptosis through distinct pathways.”. J. Biol. Chem. 274 (43): 30603—10. PMID 10521444. doi:10.1074/jbc.274.43.30603.
- Yamamoto Y, Yin MJ, Gaynor RB (2000). „IkappaB kinase alpha (IKKalpha) regulation of IKKbeta kinase activity.”. Mol. Cell. Biol. 20 (10): 3655—66. PMC 85658 . PMID 10779355. doi:10.1128/MCB.20.10.3655-3666.2000.
- Xiao G, Sun SC (2000). „Negative regulation of the nuclear factor kappa B-inducing kinase by a cis-acting domain.”. J. Biol. Chem. 275 (28): 21081—5. PMID 10887201. doi:10.1074/jbc.M002552200.
- Chaudhary PM; Eby MT; Jasmin A;  . (2000). „Activation of the NF-kappaB pathway by caspase 8 and its homologs.”. Oncogene. 19 (39): 4451—60. PMID 11002417. doi:10.1038/sj.onc.1203812.
- Kumar A; Eby MT; Sinha S;  . (2001). „The ectodermal dysplasia receptor activates the nuclear factor-kappaB, JNK, and cell death pathways and binds to ectodysplasin A.”. J. Biol. Chem. 276 (4): 2668—77. PMID 11035039. doi:10.1074/jbc.M008356200.
- Nicholas C. Price; Lewis Stevens (1999). Fundamentals of Enzymology: The Cell and Molecular Biology of Catalytic Proteins (Third изд.). USA: Oxford University Press. ISBN 019850229X.
- Eric J. Toone (2006). Advances in Enzymology and Related Areas of Molecular Biology, Protein Evolution (Volume 75 изд.). Wiley-Interscience. ISBN 0471205036.
- Branden C; Tooze J. Introduction to Protein Structure. New York, NY: Garland Publishing. ISBN 0-8153-2305-0.
- Irwin H. Segel. Enzyme Kinetics: Behavior and Analysis of Rapid Equilibrium and Steady-State Enzyme Systems (Book 44 изд.). Wiley Classics Library. ISBN 0471303097.